# Johann Baptist von Spix
Johann Baptist von Spix (9. února 1781 Höchstadt, Bavorsko - 14. března 1826 Mnichov) byl německý zoolog, přírodovědec a cestovatel v Jižní Americe.

## Cesty v Jižní Americe
Narodil se Höchstadtu v Bavorsku, jako sedmé z jedenácti dětí. V roce 1817 zahájil spolu s Carlem Martiusem rakousko-bavorskou expedici do Brazílie. Z Ria de Janeira se vydali přes São Paulo k Ouru Pretu, kde zkoumali zlatonosné území. Odtud putovali k Indiánum u Coroados a následně se vydali přes diamantová naleziště u Diamantiny dále do vnitrozemí, kde procestovali a vědecky prozkoumali rozlehlé východní části brazilského vnitrozemí, zvláště povodí řeky São Francisco, poté dospěli do přístavu São Luís. Na závěr výpravy propluli řeku Amazonku, aby se v Tefé s Martiusem rozdělil a vrátil se do Manausu. Následně po řece Río Negro plul do Barcellos. V březnu roku 1820 se opět sešel s Martiusem a společně dopluli do Belému.
Společně s Martiusem v Brazílii procestoval pěšky nebo po řece více než 10 000 km. Na svých cestách nasbíral velké množství exemplářů rostlin a živočichů, jenž se staly základem sbírky Přírodovědeckého muzea v Mnichově, jehož se stal po návratu do vlasti správcem.